# Richard Mullock
Richard Mullock (ur. 3 maja 1851 w Newport, zm. 1920 w Londynie) – walijski działacz i sędzia sportowy. Twórca reprezentacji Walii w rugby union mężczyzn i organizator pierwszego meczu tej reprezentacji przeciwko Anglii. Syn Henry'ego Mullocka i Henrietty Oliver. Właściciel „The Newport Advertiser”, lokalnej gazety wydawanej w Newport.

## Kariera działacza
W 1874 został sekretarzem w Newport Athletic Club. W 1879 działał w South Wales Football Club, gdzie zajmował się rugby. Organizował mecze zespołów z południa Walii z zespołami irlandzkimi. Był jednym z twórców Welsh Rugby Union (wówczas Welsh Rugby Football Union). Zorganizował pierwszy mecz reprezentacji Walii w rugby, który odbył się 19 lutego 1881 na Llanelly Swansea i zakończył zwycięstwem Anglii 8:0.